# Suka Mulia (Dayun)
Suka Mulia is een bestuurslaag in het regentschap Siak van de provincie Riau, Indonesië. Suka Mulia telt 734 inwoners (volkstelling 2010).